# Przemysław Zabawski
Przemysław Zabawski (ur. 8 kwietnia 1975) – polski lekkoatleta (kulomiot) wielokrotny medalista i mistrz Polski. Trener lekkoatletyczny.

## Życiorys

### Kariera sportowa
Specjalizował się w pchnięciu kulą. Był zawodnikiem Jagiellonii Białystok, a od maja 1996 Podlasia Białystok.
Wielokrotnie reprezentował Polskę na międzynarodowych imprezach, jednak bez większych osiągnięć, największym sukcesem było zajęcie 5. miejsce podczas Młodzieżowych Mistrzostw Europy (Turku 1997).
4-krotny Mistrz Polski seniorów. Dwukrotnie na otwartym stadionie (1997, 2000) oraz dwukrotnie w hali (1997 i 1998). Zdobył także trzy srebrne i dwa brązowe medale. 14-krotny rekordzista Regionu Podlaskiego na otwartym stadionie w pchnięciu kulą (od 17,15 do 19,63 m).

### Kariera trenerska
Po zakończeniu kariery sportowej został trenerem lekkoatletów w macierzystym klubie. Był trenerem wielokrotnej mistrzyni Polski w pchnięciu kulą Krystyny Danilczyk, kulomiotki Aldony Żebrowskiej. Aktualnie zawodniczkami są; córka Daria, która uprawia rzut dyskiem, Klaudia Kardasz.

### Rekordy życiowe
- pchnięcie kulą (stadion) – 19,63 m (25 maja 2001, Kijów[3])
- pchnięcie kulą (hala) – 18,66 m (25 lutego 2001, Spała)
- rzut dyskiem – 44,28 m (31 lipca 1996, Warszawa[4])

## Życie prywatne
Był mężem wielokrotnej mistrzyni Polski w pchnięciu kulą Krystyny Danilczyk, z którą ma córkę Darię, która również uprawia lekkoatletykę.

## Odznaczenia i wyróżnienia
- Laureat nagrody Marszałka Województwa Podlaskiego w dziedzinie kultury fizycznej i sportu w kategorii najlepszy trener w województwie podlaskim w 2005 roku[5]